# Namnlöstjärnen (Stensele socken, Lappland)
Namnlöstjärnen är en sjö i Storumans kommun i Lappland och ingår i Umeälvens huvudavrinningsområde.